# Arenaria algarbiensis
Arenaria algarbiensis är en nejlikväxtart som beskrevs av Heinrich Moritz Willkomm. Arenaria algarbiensis ingår i släktet narvar, och familjen nejlikväxter. Inga underarter finns listade i Catalogue of Life.